# American Airlines Group
American Airlines Group é um companhia holding de capital aberto com sede em Fort Worth, Texas. Ele foi formado 9 de dezembro de 2013, na incorporação de AMR Corporation, a empresa-mãe de American Airlines e US Airways Group, a empresa-mãe de US Airways.  Os grupos de companhias aéreas juntos, formam as maior companhia aérea o mundo, com mais de 6.700 voos diários para 336 locais em 56 países em todo o mundo, cerca de US $ 40 bilhões em receita operacional, mais de 100.000 funcionários e planos para tomar a entrega de 607 novos aviões, incluindo 517 aeronaves narrowbody e 90 aeronaves widebody. A integração da American Airlines e US Airways foi concluída quando o Administração Federal de Aviação (FAA) concedeu um único certificado operacional para ambas as transportadoras em 8 de abril de 2015.